# Filament galactic
În cosmologia fizică, filamentele galactice, de asemenea cunoscute și ca complexe de super-roiuri sau ziduri mari, sunt printre cele mai mari structuri cosmice cunoscute din Univers. Acestea sunt formațiuni masive, cu o lungime tipică de 50 până la 80 megaparseci h-1 (163 până la 261 milioane de ani-lumină), care formează limitele dintre vidurile din Univers.  Filamentele constau în galaxii legate gravitațional; zonele unde un număr mare de galaxii sunt foarte apropiate unele de alte sunt denumite super-roiuri de galaxii.